# Tony Marsh (musicien)
Pour les articles homonymes, voir Tony Marsh et Marsh.
Anthony Vincent Stewart Marsh, dit Tony Marsh, est un batteur britannique de jazz.

## Biographie
Tony Marsh est né le 19 août 1939 à Lancaster (Angleterre).
Il a travaillé depuis les années 1970 dans le milieu du jazz, avant que d'orienter sa carrière vers les musiques improvisées.
Il lance sa carrière en participant au groupe de jazz-rock Major Surgery jusqu'en 1979.
Il travaille ensuite avec des musiciens tels que wie John Surman, Evan Parker, George Haslam (de), Howard Riley (en), Paul Dunmall, Phil Wachsmann ou Elton Dean et joue également au sein du London Improvisers Orchestra.
En 1982 il rejoint le groupe de Mike Westbrook (de) ; il y participe aux enregistrements des albums On Duke’s Birthday (de), en 1984, et London Bridge is Broken Down en 1987. 
Il se produit régulièrement avec Harry Beckett. En sa compagnie et avec le bassiste Didier Levallet, il enregistre en 1992 l'album Images of Clarity.
En 2010 il sort en duo avec l'organiste Veryan Weston (en) l'album Stops sur le label Psi. Ce même label sortira en 2011 les Quartet Improvisations où Tony Marsh est associé à la violoniste Alison Blunt (de), à la violoncelliste Hannah Marshall et au flûtiste Neil Metcalfe.
Début 2012 il joue encore en trio avec Shabaka Hutchings et Guillaume Viltard, mais aussi avec Evan Parker, John Edwards ou Roscoe Mitchell (da). 
Il meurt des suites d'un cancer le 9 avril 2012,.

## Disques
Quelques disques parmi d'autres :
- Stops, avec Veryan Weston (en) (Psi, 2010)
- Harry Beckett : Images of Clarity (Evidence, 1992)
- George Haslam : Level Two (Slam, 1992)
- Howard Riley : Feathers with Jaki (Slam, 1981-91)
- Simon Picard / Paul Rogers / Tony Marsh – News from the North (Intakt Records (eo), 1993)
- Howard Riley : Wishing on the Moon (Future, 1995)
- Calling Signals – Live in the UK (FMR Records, 2005), avec Eivin One Pedersen (de), Frode Gjerstad (de) & Nick Stephens (de)
- Jon Corbett / Nick Stephens (de) / Tony Marsh :  The Play's the Thing (2006)
- Quartet Improvisations (Psi, 2011), avec Alison Blunt, Hannah Marshall & Neil Metcalfe